# Dryadaula pactolia
Dryadaula pactolia är en fjärilsart som beskrevs av Edward Meyrick 1901. Dryadaula pactolia ingår i släktet Dryadaula och familjen äkta malar. Inga underarter finns listade i Catalogue of Life.